# 1889
Évszázadok: 18. század – 19. század – 20. század
Évtizedek: 1830-as évek – 1840-es évek – 1850-es évek – 1860-as évek – 1870-es évek – 1880-as évek – 1890-es évek – 1900-as évek – 1910-es évek – 1920-as évek – 1930-as évek
Évek: 1884 – 1885 – 1886 – 1887 –  1888 – 1889 – 1890 – 1891 – 1892 – 1893 – 1894

## Események

### Határozott dátumú események
- március 4. – Beiktatják hivatalába az Egyesült Államok 23. elnökét, Benjamin Harrisont.[1]
- március 6. – I. Milán szerb király lemond a trónról fia, Sándor javára.[2]
- április 17.
  - Tokióban földrengés pusztít, amelyet Ernst Rebeur-Paschwitz Európában is észlel. (Ezzel megszületik a szeizmológia tudománya.)
  - A szegvári polgárok elfogják Gyömbér Pált, a környéket rettegésben tartó banditát.

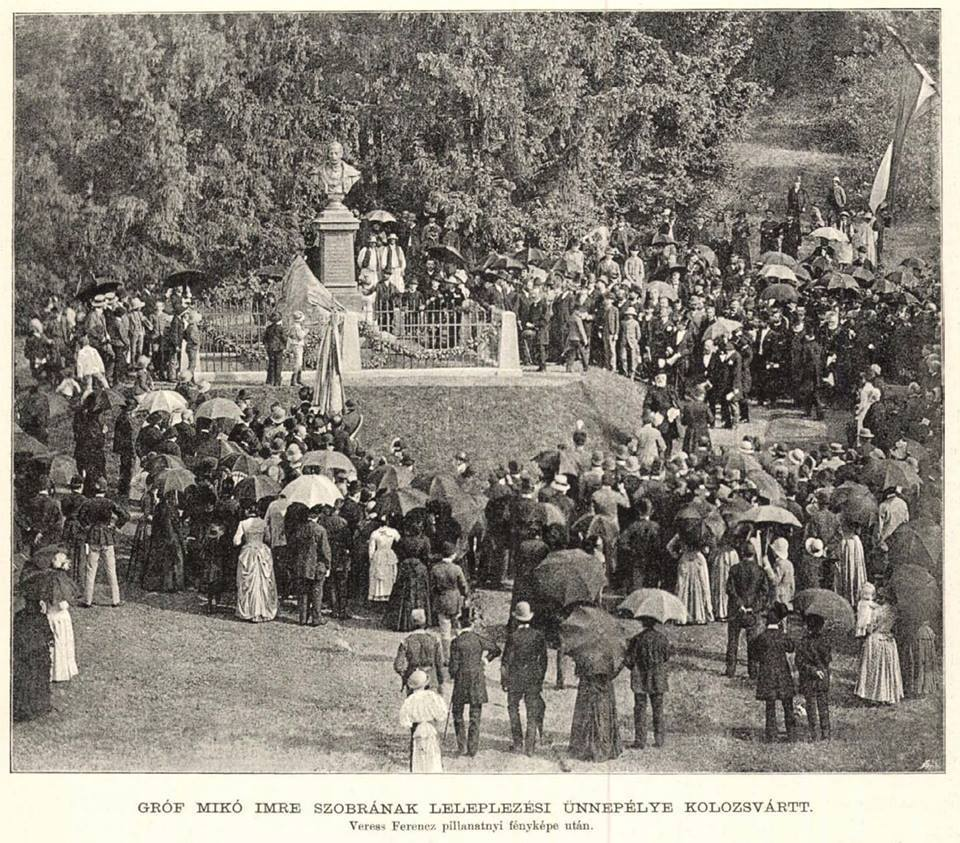
Gróf Mikó Imre szobrának felavatása

- június 10. – Kolozsváron a Mikó-kertben felavatják gróf Mikó Imre szobrát.[3]
- július 6. – Szegeden elkészül a Kakuszy-ház.
- július 30. – Budapesten megindul az első közforgalmi, rendes nyomtávú, állandó villamos.
- augusztus 26. – Az Európában tartózkodó Nászer ad-Din perzsa sah Bécsből gőzhajón Budapestre érkezik. Ez a perzsa uralkodó második magyarországi útja.
- október 19. – Apja, Lajos utódaként lép a portugál trónra I. Károly.[4]
- november 2. – Észak-Dakota lesz az Egyesült Államok 39., Dél-Dakota pedig a 40. tagállama.
- november 8. – Montana lesz az USA 41. állama.
- november 11. – Washington lesz az Egyesült Államok 42. állama.
- november 15. – Katonai államcsínnyel lemondásra kényszerítik Brazília császárát, II. Pétert és kikiáltják a köztársaságot. (A királyi család európai száműzetésbe vonult.)[5]

### Határozatlan dátumú események
- december – Kuba felszabadulása a spanyol gyarmati uralom alól: a jogilag elvileg önálló köztársaság de facto az USA félgyarmatává válik.
- az év folyamán – Párizsban megnyitják az Eiffel-tornyot.

## Az év témái

### 1889 az irodalomban
- Jerome K. Jerome: Három ember egy csónakban
- Molnár Ferenc A Pál utcai fiúk című regénye ebben az évben játszódik.

### 1889 a vasúti közlekedésben
- január 12. – Megindul a forgalom a Boba–(Ukk)–Sümeg-vasútvonalon. (A Boba és Ukk közötti szakasz jelenleg a Bajánsenye–Zalaegerszeg–Ukk–Boba-vasútvonal, az Ukk és Sümeg közötti szakasz a Tapolca–Ukk-vasútvonal része.)
- június 8. – Megindul a forgalom a Budapest-Lajosmizse vonalon.

### 1889 a zenében
- november 23. – Üzembe helyezik az első wurlitzert a San Franciscó-i „Palais Royal” bárban.

## Születések

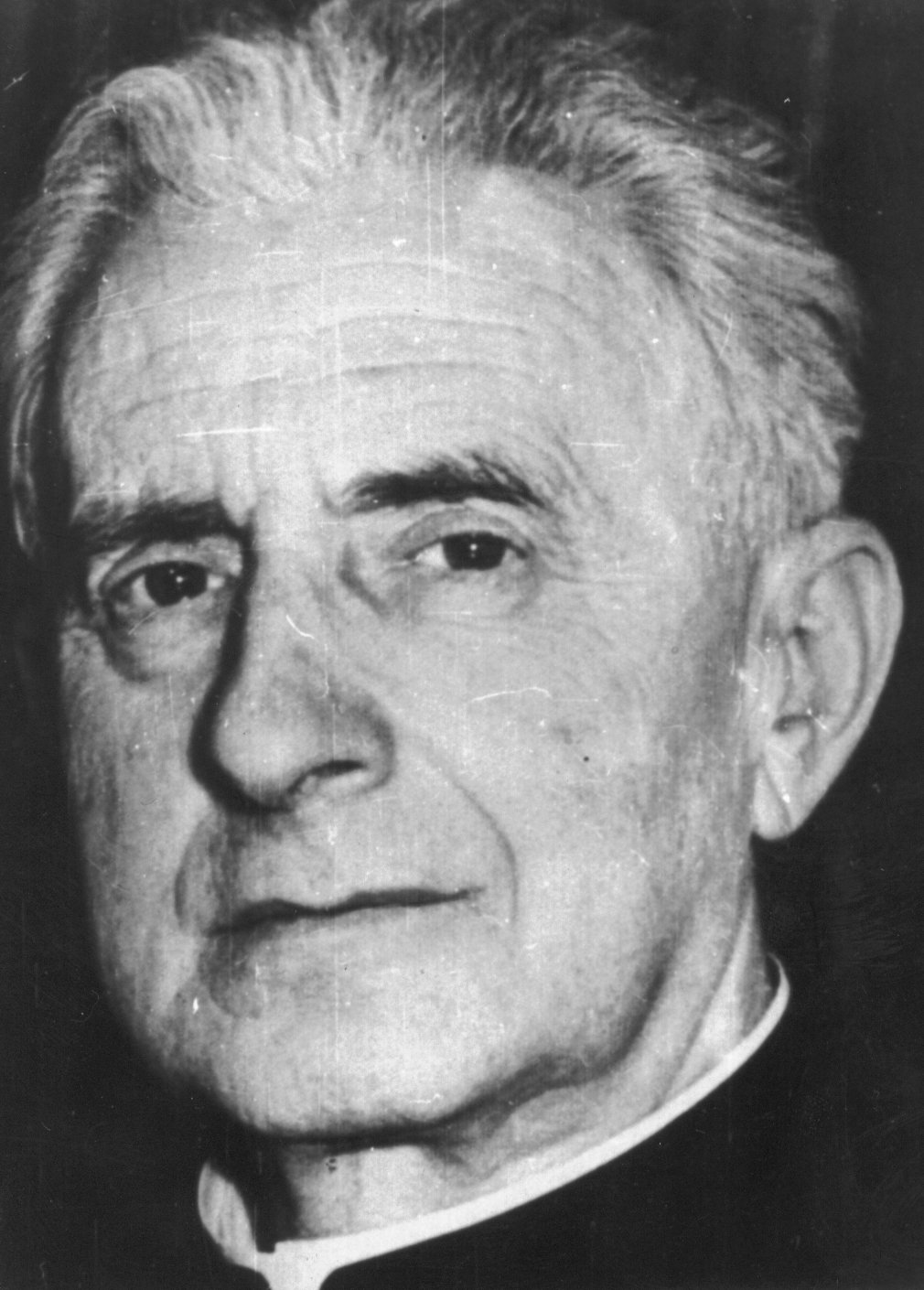
Sík Sándor

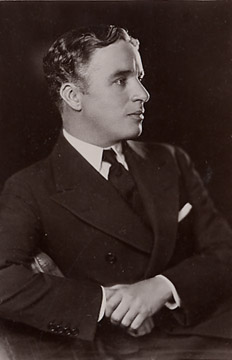
Charlie Chaplin

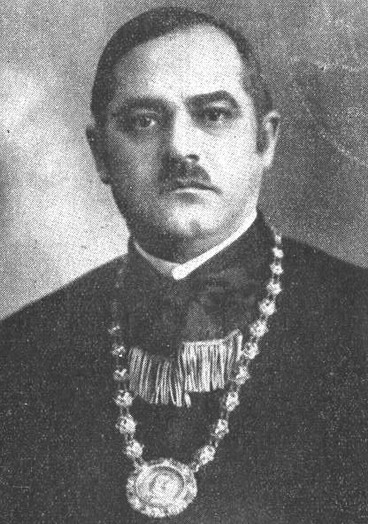
Finkey József

- január 1. – Bencs Zoltán magyar minisztériumi tisztviselő, kultúrpolitikai és filmes szakember, országgyűlési képviselő († 1961)
- január 17. – Ralph Fowler angol fizikus, csillagász († 1944)
- január 20. – Sík Sándor író, költő, tanár († 1963)
- január 24. – Hermann-Bernhard Ramcke, a náci Németország ejtőernyős parancsnoka († 1968)
- január 27. – Mihályi József precíziós műszerész, több forradalmi fényképészeti műszaki újítás megalkotója († 1978)
- február 1. – Ripszám Henrik magyar festőművész, tájfutó, a magyar tájékozódási futás megteremtője, maratoni futó († 1976)
- február 3. – Risto Ryti finn politikus, köztársasági elnök († 1956)
- február 5. – Berde Mária erdélyi magyar író, költő, műfordító († 1949)
- február 23. – Garay János olimpiai bajnok vívó († 1945)
- március 12. (február 28.) – Vaclav Nyizsinszkij balett-táncos († 1950)
- március 15. – Mozsonyi Sándor gyógyszerész, orvos, egyetemi tanár († 1976)
- március 27. – Dienes László magyar szociológus, esztéta, szerkesztő, könyvtárigazgató, egyetemi tanár, Dienes Pál testvére, Götz Irén Júlia férje († 1953)
- április 1. – Pécsi József fotóművész, fényképészeti szakíró és szaktanár († 1956)
- április 16. – Charlie Chaplin amerikai színész, rendező († 1977)
- április 20. – Adolf Hitler német diktátor († 1945)
- április 26. – Ludwig Wittgenstein osztrák születésű angol filozófus († 1951)
- április 28. – António de Oliveira Salazar, diktatórikus hatalmú portugál miniszterelnök († 1970)
- április 29. – Fekete László magyar fényképész, filmoperatőr († 1946)
- május 7. – Vasváry Lajos magyar géplakatos, mozdonyszerelő, országgyűlési képviselő († 1962)
- május 12. – Ember Sándor magyar ügyvéd, sportrepülő, országgyűlési képviselő († 1983)
- május 16. – Nemes János magyar földbirtokos, felsőházi tag († 1970)
- május 25. – Günther Lütjens, a Bismarck csatahajó parancsnoka († 1941)
- június 25. – Ács Ágoston festő- és ötvösművész († 1947)
- július 9. – Reibel Mihály magyar katolikus pap, országgyűlési képviselő († 1959)
- július 14. – Ante Pavelić, a horvát usztasa mozgalom alapítója, a Független Horvát Állam vezetője († 1959)
- július 18. – Nyirő József író († 1953)
- augusztus 1. – Fetter Károly szobrászművész († 1937)
- szeptember 2. – Ágoston Ernő festő, grafikus († 1957)
- szeptember 6. – Johan Béla egészségpolitikus, orvos, patológus, mikrobiológus, az MTA tagja († 1983)
- szeptember 16. – Kiss Árpád kémikus, az MTA tagja († 1968)
- szeptember 26. – Martin Heidegger német filozófus († 1976)
- október 3. – Carl von Ossietzky német pacifista újságíró, Nobel-békedíjas († 1938)
- október 4. – Dálnoki Veress Lajos magyar királyi honvéd vezérezredes († 1976)
- október 11. – Schlosser Imre labdarúgó († 1959)
- október 25. – Abel Gance francia filmrendező, színész († 1981)
- október 27. – Nesztor Ivanovics Mahno ukrán anarchista forradalmár és gerillahadvezér († 1934)
- november 3. – Seress Rezső zeneszerző, zongorista († 1968)
- november 10. – Claude Rains angol színész († 1967)
- november 14. – Dzsaváharlál Nehru indiai függetlenségi vezető, India első miniszterelnöke († 1926)
- november 16. – Kéthly Anna magyar szociáldemokrata politikus († 1976)
- november 18. – Tildy Zoltán lelkész, politikus, miniszterelnök, majd köztársasági elnök († 1961)
- november 19. – Bokros Birman Dezső Kossuth-díjas magyar szobrász- és festőművész, érdemes művész († 1965)
- november 20.
  - Edwin Hubble amerikai csillagász († 1953)
  - Révész László magyar járásbíró, ügyvéd, kisgazda politikus, országgyűlési képviselő († 1965)
- november 21. – Baross Endre magyar földbirtokos, gazdasági főtanácsos, borász, országgyűlési képviselő († 1950)
- november 27. – Finkey József bányamérnök, az MTA tagja († 1941)
- november 28. – Lorsy Ernő újságíró, műfordító, polihisztor († 1961)
- december 30. – Méray-Horváth Zsófia magyar műkorcsolyázó († 1977)

## Halálozások
- január 4. – Ökröss Bálint jogász, jogtudós, az MTA tagja (* 1829)
- január 30. – Rudolf főherceg, osztrák–magyar trónörökös[6] (* 1858)
- február 2. - Jonathan Joestar, Hamon-katona, brit nemesi család gyermeke (* 1868)
- március 16. – Ernst Wilhelm Leberecht Tempel, német csillagász, litográfus (* 1821)
- március 18. – Rómer Flóris, régész, művészettörténész, egyetemi tanár, az MTA tagja (* 1815)
- március 21. – August von Pettenkofen, osztrák festőművész (* 1822)
- április 17. – Rónay Jácint, pap, a darwinizmus magyarországi megismertetője (* 1814)
- május 2. - Antoni Rovira i Trias katalán építész, Barcelona városépítésze (* 1816)
- június 9. – Tóth Ágoston, honvéd ezredes, a modern magyar katonai térképészet úttörője (* 1812)
- július 1. – José Joaquín Pérez(wd) chilei politikus, elnök (* 1801)
- július 11. – Reviczky Gyula, író, költő (* 1855)
- augusztus 1. – Ivan Kukuljević Sakcinski horvát politikus, történész, író, az MTA tagja (* 1816)
- augusztus 29. – Dunyov István, honvéd alezredes, az olasz hadsereg ezredese (* 1816)
- október 11. – James Prescott Joule, angol fizikus (* 1818)
- november 20. – Louise Zeller német írónő (* 1823)
- december 4. – Apáthy István, jogász (* 1829)
- december 12. – Robert Browning, angol költő (* 1812)
- december 13. – Ábel Jenő klasszika-filológus, egyetemi tanár (* 1858)